# Bitwa o Ziemię
Bitwa o Ziemię (ang. Battlefield Earth) – amerykański film science fiction z 2000 roku w reżyserii Rogera Christiana.
Film jest adaptacją powieści Rona Hubbarda pt. Pole bitewne Ziemia. Premiera odbyła się 10 maja 2000 (w Polsce 29 września).

## Obsada
- John Travolta – Terl
- Barry Pepper – Jonnie Goodboy Tyler
- Forest Whitaker – Ker
- Richard Tyson – Robert the Fox
- Kim Coates – Carlo
- Sylvain Landry – Sammy
- Christian Tessier – Mickey
- Sabine Karsenti – Chrissy
- Kelly Preston – Chirk
- Andy Bradshaw – Mason
- Jason Cavalier – Floyd
- Sean Hewitt – Heywood
- Shaun Austin-Olsen – Planetship
- Marie-Josée Croze – Mara

## Fabuła
Akcja filmu rozgrywa się w 3000 roku, głównie na Ziemi, ale częściowo także na fikcyjnej planecie Psychlo. Na Ziemi w ciągu tysiąca lat zaszły ogromne zmiany. Mianowicie upadła cała cywilizacja ludzi w wyniku najazdu Psyklopów. Psyklopi pokonali Ziemian trującym gazem w dziewięć minut. Tylko nielicznym udało się przeżyć. Psyklopi są dosyć podobni do ludzi pod względem anatomicznym. Mają pionową postawę ciała, ale są dużo wyżsi.
Bohaterem filmu jest Jonnie Goodboy Tyler, mieszkaniec odizolowanej wysokogórskiej wioski. Jonnie mimo ostrzeżeń postanawia opuścić wioskę i zejść z gór na niziny. Podróż przebiega spokojnie. Jonnie odkrywa dziwny świat (pozostałości po amerykańskich miastach zarośnięte bujną roślinnością). Spotyka także paru innych ludzi i zaprzyjaźnia się z nimi. Okazuje się więc, że na Ziemi są jeszcze garstki ludzi, ale są wykorzystywane przez Psyklopów do niewolniczej pracy przy wydobywaniu surowców.
Jonnie dosyć prędko wpada w ręce wyzyskiwaczy. Wcześniej jednak zaciekle walczy. Szef Psyklopów, Terl, jest pod wrażeniem inteligencji i odwagi Jonniego. Postanawia przekazać mu wiedzę. Za pomocą specjalnego urządzenia dostarcza mu do głowy ogromną ilość wiadomości. Nie zdaje sobie sprawy, że ten eksperyment uczyni z Jonniego niebezpiecznego przeciwnika.
Wkrótce Terl, zły na to, że kazano mu nadal rządzić na Ziemi (Psyklopi nie lubili zieleni), postanawia zmusić ludzi do pracy przy wydobywaniu złota. Gdy nie będą dostarczać dwóch ton złota na tydzień, to zostaną zabici. Po przekazaniu ludziom sprzętu Terl teleportuje się na planetę Psychlo.
Ludzie widzą, że fizycznie nie są w stanie wykonać polecenia Terla. Postanawiają więc nie wydobywać złota, lecz przygotowywać się do rebelii przeciwko Psyklopom. Naturalnym przywódcą zostaje Jonnie ze względu na wiedzę, którą posiadł, oraz wrodzone umiejętności. Zresztą to on wpada na pomysł rebelii, zainspirowany kopią Deklaracji Niepodległości znalezioną w pozostałościach biblioteki w Denver.
Ludzie (których było zaledwie kilkudziesięciu) muszą obmyślić doskonałą strategię, by mieć szanse w starciu z Psyklopami. Najpierw postanawiają wybrać się do Fort Knox, gdzie są sztabki złota, które wystarczą jako pierwsza dostawa dla Terla. W ten sposób zyskują na czasie. Ludzie znajdują podziemną bazę US Army, gdzie są między innymi wojskowe myśliwce oraz broń nuklearna. Postanawiają wykorzystać i jedno, i drugie. Myśliwcami chcą pokonać Psychlopów na Ziemi, a bronią nuklearną zniszczyć planetę Psychlo. Czas do wszczęcia rebelii wykorzystają do nauki pilotażu.
W końcu dochodzi do „bitwy o Ziemię”. Ziemianie dzięki poświęceniu i waleczności wygrywają. Gdy na Psychlo zostaje ogłoszony alarm, oddział Psyklopów szykuje się do teleportacji na Ziemię. Gdy teleport zostaje uruchomiony, jeden z ludzi teleportuje się w drugim kierunku wraz z bombą nuklearną. Psyklopi nie rozpoznają zagrożenia i zaczynają się śmiać. Człowiek, poświęcając życie, detonuje bombę, która niszczy całą planetę. W ten sposób zostaje bohaterem, a ludzie zostają na zawsze wyzwoleni od Psyklopów.

## Odbiór
- Bitwa o Ziemię została oficjalnie uznana za jeden z najgorszych filmów w historii kina. Zdobyła aż siedem Złotych Malin na ceremonii w 2000 roku, w 2004 roku zdobyła jeszcze jedną za najgorszy dramat 25-lecia, a w 2009 roku zdobyła kolejną za najgorszy film dekady. W sumie film otrzymał 9 Złotych Malin.
- W serwisie Rotten Tomatoes film ten uzyskał 3% pozytywnych ocen i aż 97% negatywnych[2].
- Film zajął drugie miejsce w rankingu najgorszych filmów wszech czasów opublikowanym przez magazyn „Empire” w 2010 roku.